# 3216 Гаррінгтон
3216 Гаррінгтон (3216 Harrington) — астероїд головного поясу, відкритий 4 вересня 1980 року.
Тіссеранів параметр щодо Юпітера — 3,461.